# Соціальна верства
Соціа́льна ве́рства — частина суспільного класу, соціальна група, соціальний стан; сукупність індивідів, зайнятих економічно й соціально рівноцінними видами праці, які отримують приблизно рівну матеріальну та моральну винагороду; спільнота, в якій кожен індивід є носієм однієї ознаки. Такою ознакою може бути:
- рівень доходу;
- тип трудової поведінки на робочому місці;
- способи проведення вільного часу, дозвілля й задоволення потреб;
- зміст соціальних орієнтацій, установок, цінностей, інтересів;
- ставлення до найважливіших подій у країні й за кордоном;
- ставлення до соціальних і технологічних нововведень.